# 1956 في المكسيك
فيما يلي قوائم الأحداث التي وقعت خلال عام 1956 في المكسيك.

## رياضة
- 25 مارس – الدوري المكسيكي الممتاز 1955-56 الفائز كلوب ليون.

## مواليد

### يناير
- 1 يناير – فيليبي غونزاليس غونزاليس سياسي مكسيكي.
- 1 يناير – كنوت باني فنان مكسيكي.
- 4 يناير – مارغريتا بياتريس لونا
- 25 يناير – فرناندو غوزمان بيريز سياسي مكسيكي.

### فبراير
- 8 فبراير – إنريكي كابريرو
- 8 فبراير – سالبادور إسبينوزا أوروزكو
- 11 فبراير – ماريو تريخو لاعب كرة قدم مكسيكي.
- 28 فبراير – فيرنون بيريز روبيو سياسي مكسيكي.

### مارس
- 5 مارس – أدريانا بارازا ممثلة مكسيكية.
- 11 مارس – كارلا إسترادا منتجة تلفزيونية بيروفية.
- 18 مارس – خوان ميزا ملاكم مكسيكي.

### أبريل
- 2 أبريل – خوسيه خوليو غونزاليس غارزا سياسي مكسيكي.
- 21 أبريل – أنخيل أغيري ريفيرو سياسي مكسيكي.
- 25 أبريل – ماركو ماتياس سياسي مكسيكي.
- 28 أبريل – خوسيه لويس فلوريس منديز سياسي مكسيكي.

### مايو
- 8 مايو – خافيير ألفاريز ملحن مكسيكي.
- 17 مايو – فرناندو كويررات لاعب كرة قدم مكسيكي.
- 25 مايو – إل سولار

### يونيو
- 7 يونيو – يوجينة ليون مغنية مكسيكية.
- 12 يونيو – اجناسيو رودريغيز لاعب كرة قدم مكسيكي.
- 17 يونيو – صموئيل أغيلار سوليس سياسي مكسيكي.
- 27 يونيو – خوليو رودريغيز

### يوليو
- 25 يوليو – كريستوبال أورتيغا لاعب كرة قدم مكسيكي.

### أغسطس
- 14 أغسطس – جايمي رافاييل دياز أوتشوا سياسي مكسيكي.

### سبتمبر
- 2 سبتمبر – فرنسيسكو غونزاليس فارغاس سياسي مكسيكي.
- 13 سبتمبر – أمادو أورسوا ملاكم مكسيكي.
- 24 سبتمبر – خوان بيورو كاتب مكسيكي.
- 27 سبتمبر – خيرمان سييرا سانشيز سياسي مكسيكي.
- 29 سبتمبر – هيكتور جيفارا راميريز سياسي مكسيكي.

### أكتوبر
- 7 أكتوبر – خوسيه أنخيل أفيلا بيريز سياسي مكسيكي.
- 12 أكتوبر – إميليو تشارلز جونيور
- 18 أكتوبر – كارلوس هيريديا اقتصادي مكسيكي.
- 30 أكتوبر – هوستون خيمينيز لاعب كرة قاعدة مكسيكي.

### نوفمبر
- 5 نوفمبر – ماغالي لارا فنانة مكسيكية.
- 16 نوفمبر – أليخاندرو غوتيريز غوتيريز سياسي مكسيكي.
- 21 نوفمبر – ألفريدو تينا لاعب كرة قدم مكسيكي.
- 26 نوفمبر – خوسيه أليخاندرو مونتانو سياسي مكسيكي.
- 27 نوفمبر – سيرجيو روبيو لاعب كرة قدم مكسيكي.

### ديسمبر
- 12 ديسمبر – آنا اليسيا ممثلة أمريكية.
- 12 ديسمبر – أرتور ميزا
- 15 ديسمبر – أرتور روبلس أغيلار سياسي مكسيكي.
- 17 ديسمبر – أمادو كاريلو فوينتس بارون المخدرات مكسيكي.
- 31 ديسمبر – خيسوس هومبيرتو مارتينيز سياسي مكسيكي.

## وفيات

### يناير
- 1 يناير – فيليبي جيل (مواليد 1913) موسيقي مكسيكي.
- 7 يناير – رافاييل غارسيا غرانادوس (مواليد 1893) مؤرخ مكسيكي.

### فبراير
- 9 فبراير – لويس ماريا مارتينيز (مواليد 1881) قس مكسيكي.